# Sinoferdina
Sinoferdina is een geslacht van zeesterren uit de familie Ophidiasteridae.				

## Soort
- Sinoferdina gigantea Liao, 1982